# Хиерогамия
Хиерогамията е свещеният брак в Тракия между Великата богиня майка със Сина ѝ в различните му хипостази.
В Елада хиерогамията се извършва между някои от великите богини и Дионис; в орфическа среда - между Кибела, Бендида, Котито, Артемида и пр. и орфическия Дионис, т.е. Сабазий (Хелиос, Аполон) и Загрей (бога-бик, бога-огън или тракийския Дионис).